# Violante de Aragón y de Anjou
Violante de Aragón y de Anjou (Barcelona, 1310-Pedrola, 1353) fue princesa de Aragón y I condesa consorte de Luna.

## Biografía
Era la menor de los hijos del rey Jaime II de Aragón y de su tercera consorte Blanca de Anjou, hija del rey Carlos II de Anjou, rey de Nápoles.
Las noticias sobre su infancia son escasas.
Su primer matrimonio se celebró en febrero del 1329 con Felipe, déspota de Romania. Cuando su marido fue asesinado el 17 de mayo de 1330, Violante volvió a Barcelona.
Volvió a casarse en Lérida en el año 1339 con el noble aragonés Lope de Luna, señor de Segorbe y primer conde de Luna, perteneciente a una de las familias más importantes del Reino de Aragón, la Casa de Luna.
Este matrimonio no tuvo descendencia.